# Maler von Berlin A 34

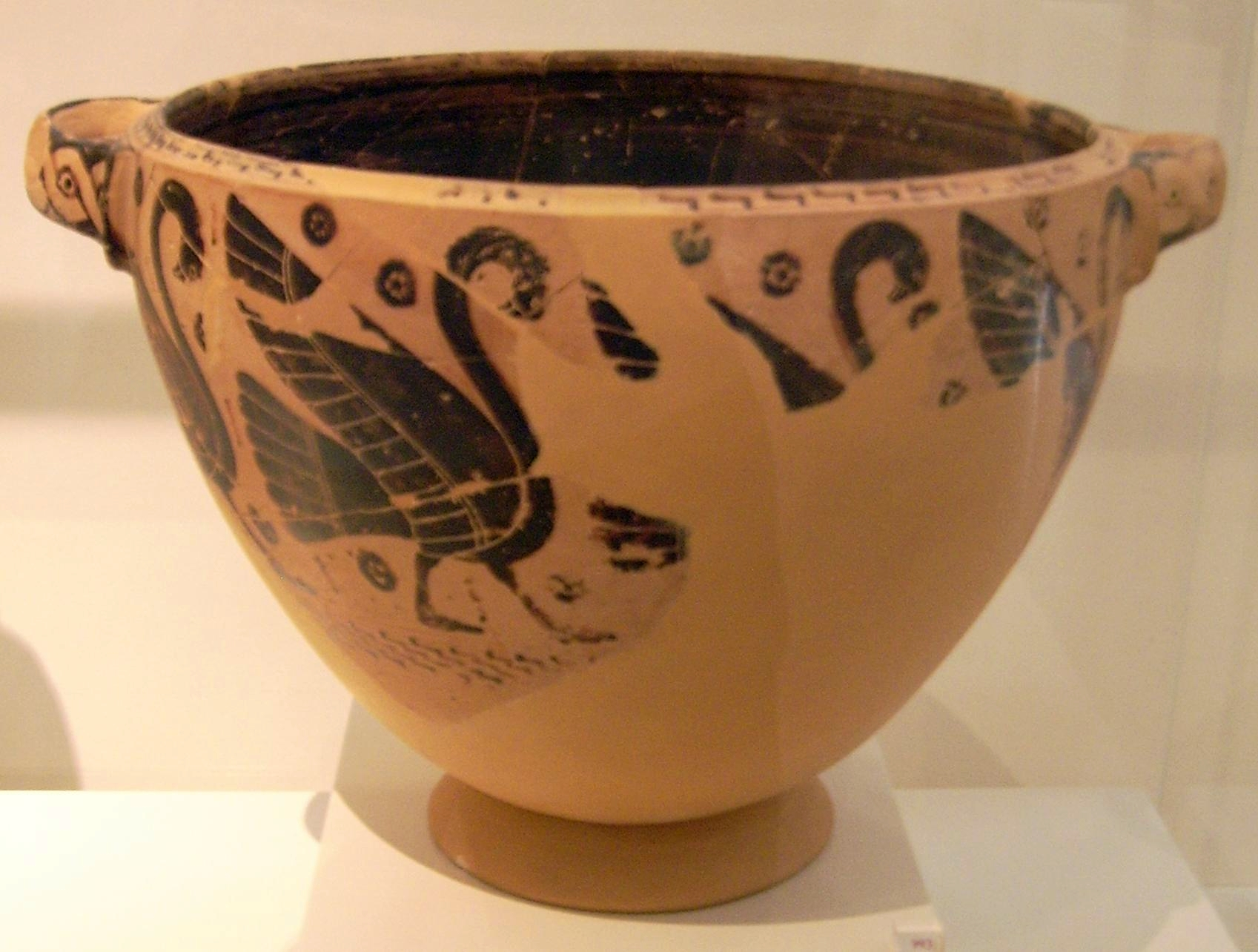
Früher Schwarzfiguriger Skyphos-Krater, A-Seite mit Schwänen, B-Seite mit Spiralornamenten und Schwanenköpfen, um 630 v. Chr., gefunden im Vourvas-Tumulus in Attika, Archäologisches Nationalmuseum Athen

Der mit dem Notnamen Maler von Berlin A 34 bezeichnete Maler aus der Pionierzeit der attischen schwarzfigurigen Vasenmalerei ist der erste Vasenmaler aus Athen dieses Stils, der für die Wissenschaft greifbar ist. Seine Werke werden um das Jahr 630 v. Chr. datiert. Zwei seiner Vasen wurden auf Ägina gefunden. Alle in diesem Zuge dort gefundenen Vasen kamen in die Antikensammlung Berlin, wurden während des Zweiten Weltkrieges jedoch großteils zerstört oder sind verschollen.
Der Künstler gilt als einer der besten Vertreter der protoattischen Vasenmalerei. Die Gesichter seiner Figuren trug er nach alter Tradition als Umrisszeichnung auf. Die Bekleidung und die verzierenden Rosetten wurde mit roter und weißer Deckfarbe aufgetragen. Als Ornamente wurden orientalisierende Zickzackmuster und Rosetten aufgemalt. Auf manchen Vasen verzichtet er auf die Umrißzeichnungen und trug stattdessen weiße Farbe direkt auf den schwarzen Untergrund auf. Die ornamentale Verzierung ist jedoch auch hier dieselbe. Seine Ornamente erinnern an die spätkorinthische Vasenmalerei aus derselben Zeit. Um 620 v. Chr. war er wahrscheinlich nicht mehr aktiv, da sich bisher keine Anzeichen für weitere von ihm gestaltete Vasen finden lassen. Er wird zwar im Allgemeinen als Pionier angesehen, doch sollten erst seine Nachfolger für den Durchbruch der schwarzfigurigen Technik in Athen sorgen.
Die Menschenbilder des Malers von Berlin A 34 stehen noch in der Tradition der vor-schwarzfigurigen Malerei, seine Tierbilder jedoch orientieren sich schon stark an denen der damaligen Meistern in Korinth, wenngleich sie auch noch recht steif und streng erscheinen. Die namengebende Vase Berlin A 34 zeigt einen Zug von mehreren Frauen, weshalb der Maler ursprünglich auch als Frauen-Maler bezeichnet wurde. Diesen Notnamen trägt heute ein attischer Maler des rotfigurigen Stils.

## Werke
- Berlin, Antikensammlung

Krater A 34
- Athen, Kerameikos-Museum

Krater 130 • Skyphos-Krater 801